# RFU Championship Cup 2022-23
La RFU Championship Cup 2022-23 fue la cuarta edición del torneo de rugby para equipos de Inglaterra que participan en la segunda división del mencionado país.

## Sistema de disputa
Cada equipo disputó seis partidos frente a sus rivales de grupo, luego de la fase de grupos los mejores cuatro equipos clasificaron a las semifinales.

## Fase de grupos
|  | Clasificados a las semifinales. |

### Grupo 1
| Pos. | Equipo               | Encuentros | Encuentros | Encuentros | Encuentros | Tantos | Tantos | Tantos | PB | PB | Puntos |
| Pos. | Equipo               | PJ         | PG         | PE         | PP         | F      | C      | Dif    | BO | BD | Puntos |
| ---- | -------------------- | ---------- | ---------- | ---------- | ---------- | ------ | ------ | ------ | -- | -- | ------ |
| 1.º  | Ealing Trailfinders  | 6          | 5          | 0          | 1          | 248    | 112    | +136   | 5  | 1  | 26     |
| 2.º  | Jersey Reds          | 6          | 5          | 0          | 1          | 212    | 102    | +110   | 5  | 0  | 25     |
| 3.º  | Hartpury College RFC | 6          | 1          | 0          | 5          | 114    | 247    | -133   | 3  | 0  | 7      |
| 4.º  | Nottingham RFC       | 6          | 1          | 0          | 5          | 98     | 211    | -113   | 1  | 1  | 6      |

### Grupo 2
| Pos. | Equipo            | Encuentros | Encuentros | Encuentros | Encuentros | Tantos | Tantos | Tantos | PB | PB | Puntos |
| Pos. | Equipo            | PJ         | PG         | PE         | PP         | F      | C      | Dif    | BO | BD | Puntos |
| ---- | ----------------- | ---------- | ---------- | ---------- | ---------- | ------ | ------ | ------ | -- | -- | ------ |
| 1.º  | Doncaster Knights | 6          | 4          | 1          | 1          | 195    | 135    | +60    | 5  | 0  | 23     |
| 2.º  | Coventry RFC      | 6          | 4          | 0          | 2          | 202    | 131    | +71    | 4  | 1  | 21     |
| 3.º  | Bedford Blues     | 6          | 2          | 1          | 3          | 168    | 168    | 0      | 3  | 0  | 13     |
| 4.º  | London Scottish   | 6          | 1          | 0          | 5          | 113    | 244    | -131   | 2  | 0  | 6      |

### Grupo 3
| Pos. | Equipo          | Encuentros | Encuentros | Encuentros | Encuentros | Tantos | Tantos | Tantos | PB | PB | Puntos |
| Pos. | Equipo          | PJ         | PG         | PE         | PP         | F      | C      | Dif    | BO | BD | Puntos |
| ---- | --------------- | ---------- | ---------- | ---------- | ---------- | ------ | ------ | ------ | -- | -- | ------ |
| 1.º  | Cornish Pirates | 6          | 6          | 0          | 0          | 215    | 63     | +152   | 5  | 0  | 29     |
| 2.º  | Ampthill RUFC   | 6          | 3          | 0          | 3          | 131    | 117    | +14    | 3  | 1  | 16     |
| 3.º  | Caldy RFC       | 6          | 2          | 0          | 4          | 94     | 181    | -87    | 2  | 1  | 11     |
| 4.º  | Richmond RFC    | 6          | 1          | 0          | 5          | 102    | 181    | -79    | 1  | 2  | 7      |

## Fase final

### Semifinales
| 5 de mayo de 2023 | Cornish Pirates | 24 - 45 | Jersey Reds |  |  |

| 5 de mayo de 2023 | Ealing Trailfinders | 32 - 0 | Doncaster Knights |  |  |

### Final
| 13 de mayo de 2023 | Ealing Trailfinders | 35 - 31 | Jersey Reds |  |  |

| Bandera de Inglaterra       |
| Campeón Ealing Trailfinders |
| Tercer título               |